# Sunfighter
Sunfighter är ett album av Paul Kantner och Grace Slick från Jefferson Airplane. Albumet gavs ut 1971 medan Jefferson Airplane fortfarande var aktiva och var den andra utgåvan på Jefferson Airplanes eget skivbolag Grunt. 
Skivomslaget visar en bild på Paul och Graces dotter China Wing Kantner som föddes 25 januari 1971. 
Många musiker från San Franciscotrakten medverkar på skivan, däribland medlemmar från Grateful Dead, Crosby, Stills & Nash och Tower of Power. Albumet var även det första som den blivande Jefferson Starship-gitarristen Craig Chaquico spelade in. 
Albumets tredje spår, låten ”Sunfighter” är tillägnad Marty Balin som grundade Jefferson Airplane tillsammans med Paul Kantner. 
Låten ”Diana” skrevs som reaktion på historien om Diana Oughton och ”The Weathermen”. 
Öppningsspåret ”Silver Spoon” berör kannibalism och enligt Grace Slick skrev hon sången i frustration över att hennes nya grannar pressade henne till vegetarianism i Bolinas, Kalifornien, dit hon och Paul Kantner nyligen flyttat.  
”China” är en hyllning till deras nyfödda dotter, China Kantner.

## Låtlista
1. "Silver Spoon" (Grace Slick) — 5:40
2. "Diana" (Paul Kantner / Grace Slick) — 0:52
3. "Sunfighter" (Paul Kantner) — 3:50
4. "Titanic" (Phil Sawyer) — 2:25
5. "Look at the Wood" (Grace Slick / Paul Kantner) — 2:08
6. "When I Was a Boy I Watched the Wolves" (Paul Kantner / Grace Slick) — 4:59
7. "Million" (Paul Kantner) — 4:02
8. "China" (Grace Slick) — 3:17
9. "Earth Mother" (Jack Traylor) — 3:16
10. "Diana 2" (Paul Kantner / Grace Slick) — 1:01
11. "Universal Copernican Mumbles" (Pat Gleeson / John Vierra / Paul Kantner) — 2:03
12. "Holding Together" (Grace Slick / Paul Kantner) — 7:40

## Medverkande
Silver Spoon
- Grace Slick - piano, sång
- Papa John Creach - violin
- Jack Casady - bas
- Joey Covington - trummor
- The Spanish Sexuals - flöjt

Diana (part 1)
- Paul Kantner - gitarr, sång
- Grace Slick - piano, sång

Sunfighter
- Paul Kantner - gitarr, sång
- Grace Slick - piano, sång
- Joey Covington - trummor
- Peter Kaukonen - gitarr
- Greg Adams - trumpet
- Mic Gillette - trombon
- Steven Schuster - saxofon, flöjt
- Edwin Hawkins Singers - sång

Titanic
- Phil Sawyer - ljudeffekter

Look at the Wood
- Grace Slick - sång
- Paul Kantner - gitarr, sång
- David Crosby - sång, tamburin
- Graham Nash - harpa
- Jorma Kaukonen - gitarr

When I Was a Boy I Watched the Wolves
- Paul Kantner - gitarr, sång
- Grace Slick - piano, sång
- Peter Kaukonen - mandolin
- Shelley Silverman - trummor
- Jerry Garcia - gitarr
- David Crosby - sång
- Graham Nash - sång

Million
- Paul Kantner - gitarr, sång
- Grace Slick - piano, sång
- Jerry Garcia - gitarr
- Bill Laudner - sång

China
- Grace Slick - piano, sång
- Paul Kantner - gitarr
- Jack Casady - bas
- Chris Wing - trummor
- Joey Covington - trummor
- Greg Adams - trumpet
- Mic Gillette - trombon
- Steven Schuster - saxofon

Earth Mother
- Grace Slick - piano, sång
- Paul Kantner - sång
- Jack Traylor - gitarr, sång
- Spencer Dryden - trummor
- Craig Chaquico - gitarr
- Papa John Creach - violin

Diana (part 2)
- Paul Kantner - gitarr, sång
- Grace Slick - sång
- David Crosby - sång
- Graham Nash - sång

Universal Copernican Mumbles
- Paul Kantner - sång
- Pat Gleeson - piano
- John Vierra - keyboard

Holding Together
- Paul Kantner - sång
- Grace Slick - piano
- Jerry Garcia - gitarr
- Joey Covington - trummor